# St. Lorenz (Lübeck, 1661–1899)

Die St.-Lorenz-Kirche unmittelbar vor ihrem Abriss 1899, die Fundamente der neuen Kirche sind schon sichtbar.

Die alte Kirche St. Lorenz in Lübeck war der Vorgängerbau der heutigen St.-Lorenz-Kirche.

## Vorgeschichte
1660 beantragte die Vorsteherschaft des durch Stiftungsgelder finanzierten, westlich außerhalb der Stadt im heutigen Stadtteil Lübeck-St. Lorenz gelegenen Pestfriedhofs St. Lorenz, eine Kirche errichten zu dürfen. Das neue Gotteshaus sollte nicht nur dem Friedhof selber dienen, sondern auch den Bewohnern des umliegenden Gebiets, denen bislang keine eigene Kirche zur Verfügung stand. Am 20. Oktober genehmigte der Rat den Bau unter der Auflage, dass die Kirche niedrig genug sein musste, um im Verteidigungsfall das Schussfeld der Geschütze auf den Stadtwällen nicht einzuschränken.

## Errichtung und Weihe
Der Bau der Kirche begann am 27. Juli 1661 unter Leitung des Zimmermeisters Hans Velthusen und des Maurermeisters Hans Wulff. Es entstand ein schlicht gehaltener Fachwerkbau von 28,80 Metern Länge, 10,80 Metern Breite und einer Höhe von 15 Metern bis zum Dachfirst. Oberhalb der Westfassade wurde die Kirche von einem kleinen Dachreiter bekrönt. Ende 1664 wurde St. Lorenz vollendet. Die Gesamtkosten für den Bau betrugen etwa 12.000 lübische Mark.
Nach Fertigstellung des Kirchengebäudes konnte St. Lorenz nicht unverzüglich geweiht werden, da es zu rechtlichen Unstimmigkeiten kam: Bis zum Bau von St. Lorenz war die Stadtkirche St. Petri für das Vorland des Holstentors zuständig gewesen und hatte entsprechend von den Bewohnern Gebühren für kirchliche Amtshandlungen einziehen können. Diese Einnahmen wären durch die neue Kirche fortgefallen; entsprechend versuchte der Vorstand von St. Petri die Weihe zu verhindern. Erst nach langwierigen Verhandlungen konnte St. Lorenz am 21. November 1669 von ihrem ersten Pastor Lucas Stolterfoht geweiht werden. Sein Nachfolger wurde nach seinem Tod 1673 der streitbare Franz Wörger.

## Weitere Geschichte und Ende
St. Lorenz diente über zwei Jahrhunderte als Kirche des dünn besiedelten Gebiets vor dem Holstentor. Als die Vorstadt St. Lorenz nach Aufhebung der Torsperre 1864 erheblich wuchs, konnte der kleine Bau den Anforderungen einer größer gewordenen Gemeinde nicht mehr gerecht werden, so dass ein Neubau notwendig schien. Johannes Bernhard begann hier 1882 als zweiter Pastor und wurde 1898 ihr Hauptpastor. Er war einer der stärksten Verfechter für den Neubau der Kirche. Im Februar 1899 schließlich wurde die Kirche abgerissen und an gleicher Stelle die neue St.-Lorenz-Kirche errichtet.
Von der Ausstattung der alten Kirche gelangte der Altar des Bildhauers Jakob von Santen mit einem Gemälde von Jürgen Kunckel in die Georgskapelle in Bad Schwartau, wo er sich bis heute befindet. Die Predigtkanzel wurde in die Katharinenkirche überführt und ist gleichfalls noch vorhanden. Nur der Taufengel von Dietrich Jürgen Boy wurde in die neue St.-Lorenz-Kirche übernommen.

Die St.-Lorenz-Kirche von Osten, links im Vordergrund das Pestkreuz von 1598
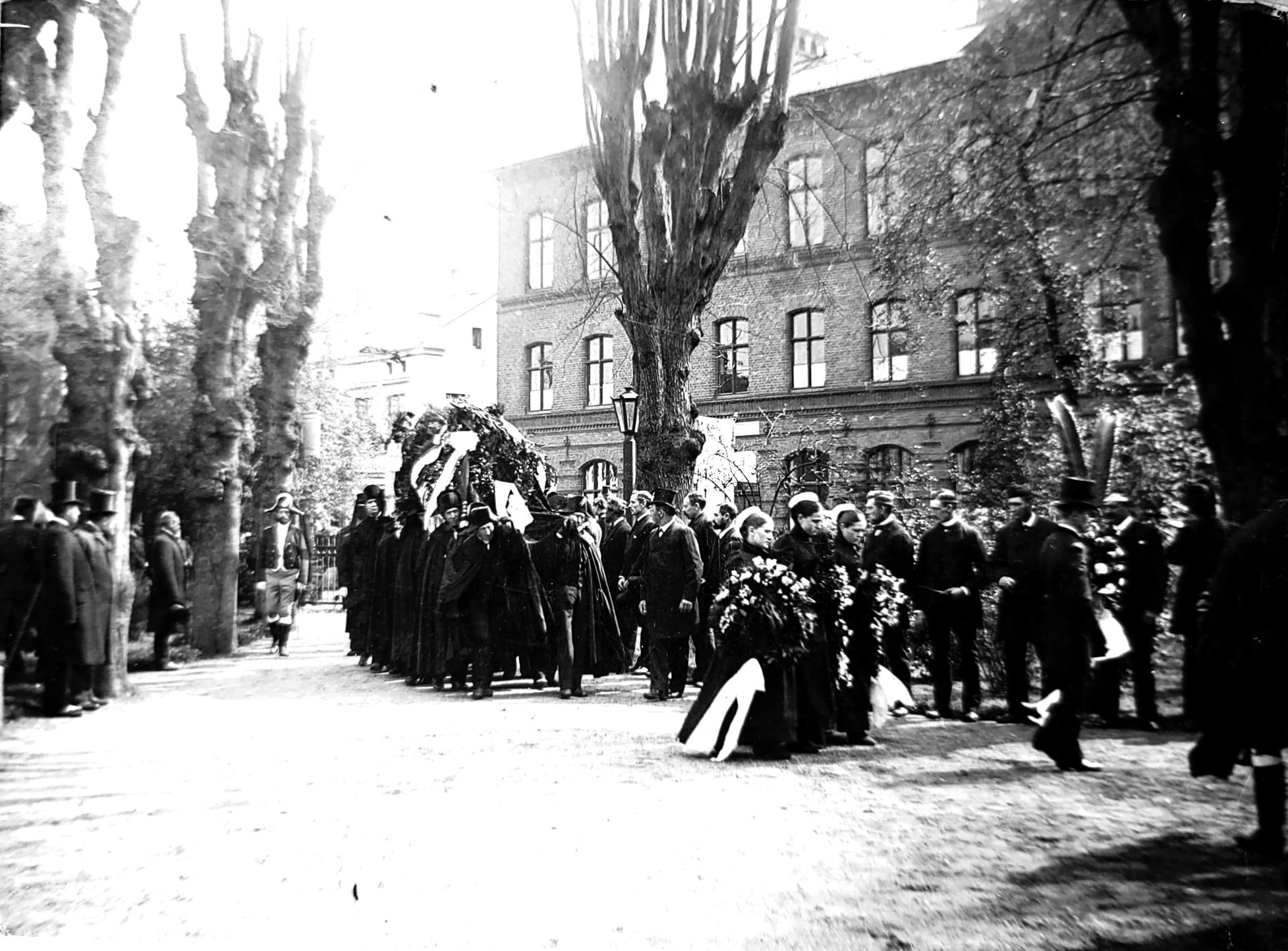
Familienankunft auf dem St. Lorenzkirchhof (1892)
Der Innenraum der St.-Lorenz-Kirche, rechts im Vordergrund der Taufengel
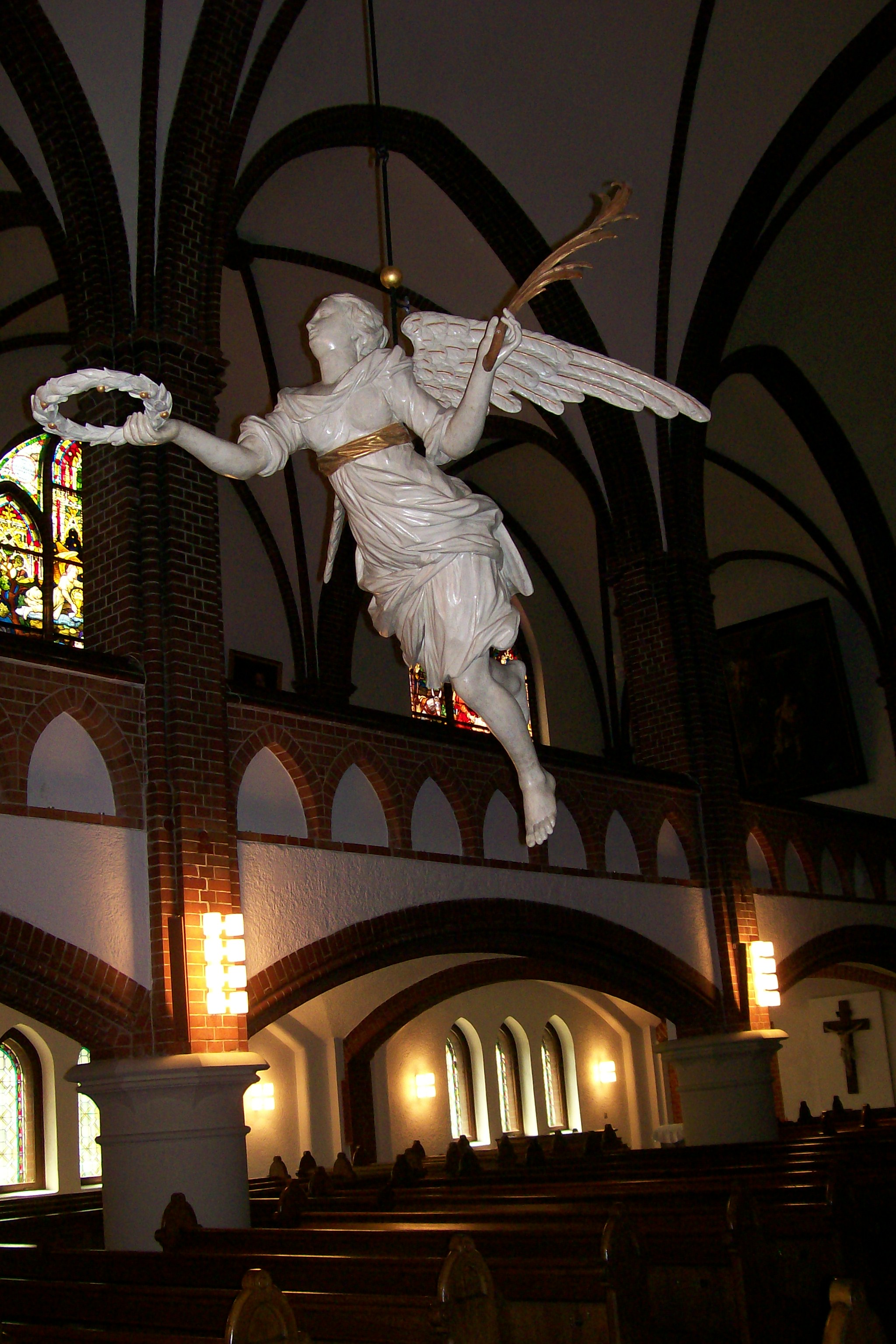
Der Taufengel in der neugotischen Kirche